# 笹山村
笹山村（ささやまむら）は、かつて新潟県北蒲原郡にあった村。1906年4月1日の合併によって消滅し、現在は新潟市北区の一部となっている。
以下の記述は合併直前当時の旧笹山村に関しての記述であり、現在では名称等が異なる場合がある。なお、ここに記述されていない内容に関しては新潟市などの記事を参照。

## 沿革
- 1889年（明治22年）4月1日 - 町村制施行に伴い北蒲原郡笹山新田、下大谷内新田、浜浦谷内、横土居新田が合併し、笹山村が発足。村役場は笹山新田に設置[2]。
- 1906年（明治39年）4月1日 - 北蒲原郡島崎村、鳥屋村、笹山村、藤井村（一部）と合併し、木崎村となり消滅。

## 地域
笹山村は、合併した村名を継承する以下の大字で構成される。
笹山（ささやま）

1889年（明治22年）まであった笹山新田の区域。現在の新潟市北区笹山および浜浦の一部。
下大谷内（しもおおやち）

1889年（明治22年）まであった下大谷内新田の区域。現在の新潟市北区下大谷内。
浜浦谷内（はまうらやち）
1889年（明治22年）まであった浜浦谷内の区域。現在の新潟市北区浜浦、白勢町、松栄町、東栄町。
横土居（よこどい）

1889年（明治22年）まであった横土居新田の区域。現在の新潟市北区横土居。